# 五膜草
五膜草（学名：Pentaphragma sinense）为桔梗科五膜草属下的一个种。